# 6 Dywizja Kawalerii (Cesarstwo Niemieckie)
6 Dywizja Kawalerii (niem. 6. Kavallerie-Division)  – związek taktyczny Armii Cesarstwa Niemieckiego. 
W sierpniu 1914 rozwinięto w Niemczech do etatów wojennych istniejące w okresie pokoju związki operacyjne (armie) i związki taktyczne. W składzie IV Korpusu Kawalerii została rozwinięta między innymi 6 Dywizja Kawalerii. W I wojnie światowej dywizja walczyła na froncie zachodnim.

## Struktura organizacyjna
Skład od 2 VIII 1914 do 20 IX 1915:
- dowództwo dywizji
- 28 Brygada Kawalerii
  - 20 pułk dragonów
  - 21 pułk dragonów
- 33 Brygada Piechoty
  - 9 pułk dragonów
  - 13 pułk dragonów
- 45 Brygada Kawalerii
  - 13 pułk huzarów
  - 13 pułk strzelców konnych
- 5 batalion strzelców